# 17 Hippies
17 Hippies es una banda de Berlín, Alemania, que toca sobre todo música instrumental. Su música, que procede de una confluencia entre varios tipos de folclore, es tocada con gran estilo y energía. Sus influencias son de temas belgas, polacos, griegos, serbios y alemanes.

## Historia
Fundada en 1995 en Berlín por Christopher Blenkinsop, han tocado más de un centenar de conciertos, principalmente en Alemania y Francia, con frecuentes espectáculos en Suiza, Hungría, Bélgica, Holanda, República Checa, Austria, España, Rusia y Japón. Sus actuaciones en vivo en los Estados Unidos se limitan a unos pocos conciertos en Austin, y en Gran Bretaña, a una sola en Londres en 2005.
En Gran Bretaña posiblemente son más conocidos por la banda sonora de la película alemana Halbe Treppe, que en 2002 salió con el nombre inglés de Grill Point.
El origen de su nombre es desconocido incluso para ellos mismos:  

Nadie sabe exactamente por qué 17 o por qué hippies. Pero tener un nombre es bueno, como un cartel en la carretera anuncia un pueblo.

Al principio se dedicaron a tocar melodías que reinterpretaban a su manera. Fueron momentos de crecimiento con conciertos en Alemania (donde llegaron a tocar 18 conciertos en 24 horas), Estados Unidos, Francia (donde la discográfica Buda Musique se interesó por ellos), etc.
En 2000 sufrieron un bajón por un conflicto de intereses y aspiraciones, pero en 2001, durante la gala de clausura de la Berlinale el director Andreas Dresen les pidió usar su música para su próxima película. Por casualidad, unos meses antes se habían reunido para componer temas de una película imaginaria. Separados en cinco habitaciones, simultáneamente improvisaron y compusieron música para acompañar las escenas de 'dos hermanos que conducen calle abajo mientras escuchan la radio y llueve'. Así es como llegó su primera canción propia, Mad Bad Cat, que puede escucharse en los títulos de crédito de 'Halbe Treppe'.
En 2002, tras una serie de conciertos en Alemania, Austria y Francia, se inspiran en este último país para componer cinco nuevos temas: Sirba, Marlène, Frau von Ungefähr, Was Bleibt, Dansons la Valse.
2003 es un año de colaboraciones. Trabajaron con 'Les Hurlements D'Leo', de donde nació 'Hardcore Trobadors'. También colaboraron en el proyecto 'Sexy Ambient Hippies', de su serie '17 Hippies play...' con varios amigos e invitados. En este proyecto la batería y los sonidos electrónicos juegan un extraño papel. Este suave giro desde la música improvisada a una forma más trabajada dio como resultado el tema 'Ifni', que saldría en su siguiente álbum.
Su estancia en la ciudad marroquí de Sidi Ifni en 2004 les influyó con esa mezcla de lenguas, leyendas e historias. De ahí nacieron piezas como 'Valser nel Bosco'.
En julio do 2008, visitaron Galicia para tocar en el Festival de Ortigueira.
Del 22 al 30 de septiembre de 2012 visitaron por vez primera México, especialmente el estado de Chihuahua dentro de la octava edición del Festival Internacional Chihuahua.

## Discografía

### Álbumes
- Rock'n'Roll 13 (1997)
- Wer ist das? (1999)
- Berlin Style (1999)
- Halbe Treppe - Soundtrack (2002)
- Sirba (2002)
- Sexy Ambient Hippies (2003)
- Ifni (2004)
- The greatest Show on Earth - DVD (2005)
- 17 Hippies play Guitar - featuring Marc Ribot (2006)
- The greatest Show on Earth - CD (2006)
- Heimlich - CD/LP (2007)
- El dorado - CD/LP (2009)
- Phantom Songs - CD/LP (2011)

### DVD
- Live in Berlin (2003)
- The Greatest Show on Earth (2006)